# Wachstumsring

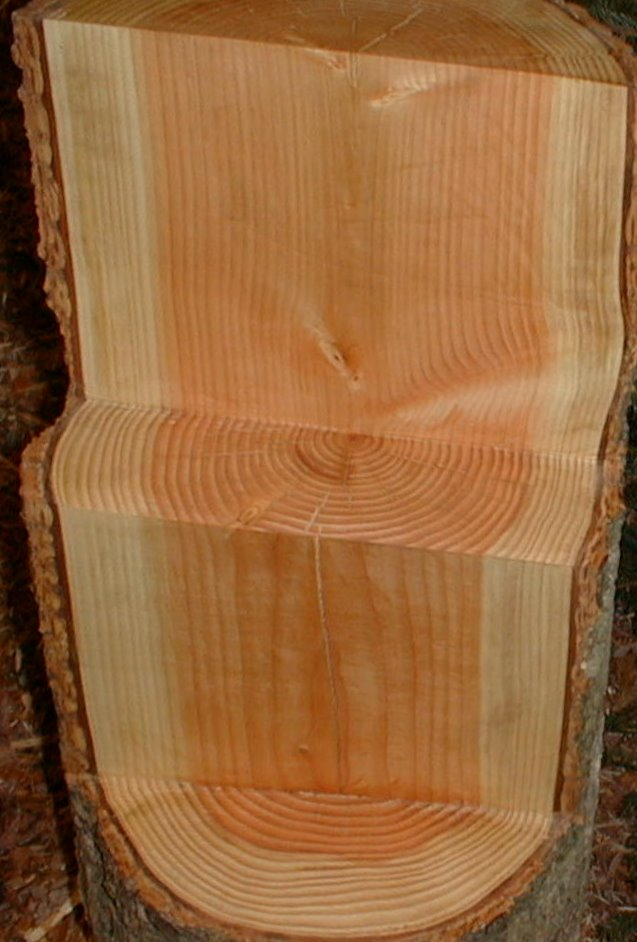
Jahresringe einer Douglasie

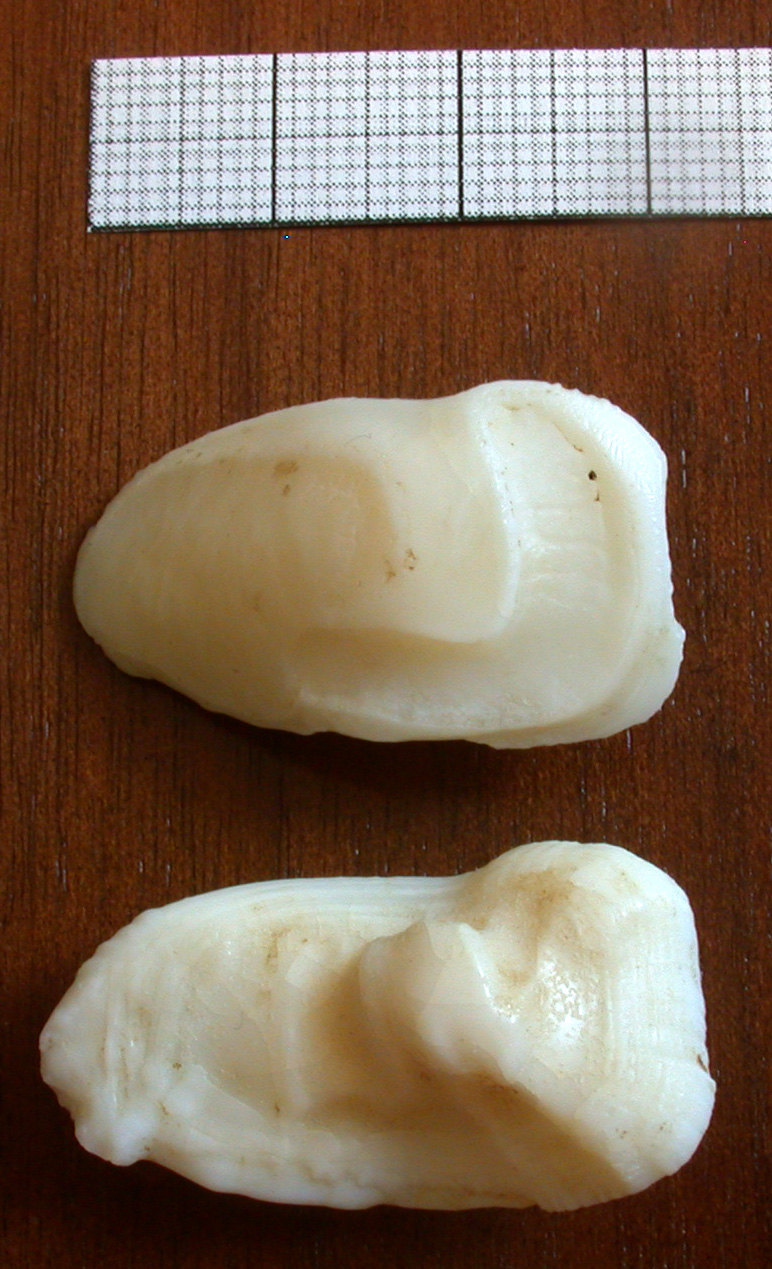
Otolith eines Adlerfisches

Als Wachstumsringe bezeichnet man in der Biologie bei Pflanzen oder Tieren sichtbare Ringe, die durch periodisches Wachstum entstehen.
Typische Ursachen für Wachstumsringe sind das unterschiedliche Wachstum durch Temperaturunterschiede im Jahresverlauf (kalte Winter mit Vegetationsruhe und Sommer als Wachstumsperiode) oder der Gegensatz Regenzeiten zu Trockenzeiten mit reichlichem oder schwachem Nahrungsangebot etwa für Schildkröten. Im Meer können die Gezeiten auch zu täglichen Wachstumsringen führen.

## Vorkommen
Am bekanntesten sind die Jahresringe von Bäumen in gemäßigten Zonen. Neben Bäumen bilden auch mehrjährige Kräuter wie die Gattung Nolana Wachstumsringe aus.
Tierische Wachstumsringe kommen bei den Segmenten von Schildkrötenpanzern (z. B. der Waldbachschildkröte und der Spornschildkröte), einigen Muscheln (z. B. der Islandmuschel, insbesondere Ming) und bei manchen Dinosaurierknochen (z. B. von Patagopteryx, Gigantoraptor oder Orodromeus) vor. Bei Würfelquallen lassen sich an den Statolithen in den Statozysten feine Linien finden, die als tägliche Wachstumsringe interpretiert werden. Wachstumsringe können auch bei den Schuppen mancher Fische, etwa den Elasmoidschuppen von Knochenfischen gefunden werden; ebenso an den Stoßzähnen von Wollhaarmammuts.

## Nutzen der täglichen Wachstumsringe für die Wissenschaft
Für prähistorische Zeiten lässt sich die Geschwindigkeit der Erdrotation aus täglichen Wachstumsringen fossiler Meeresorganismen mit Kalkskelett ablesen. Wenn der tägliche Zuwachs durch den monatlichen Wechsel von Nipp- und Springtide oder durch den jährlichen Jahreszeitenwechsel moduliert wird (wie man auch an heute lebenden Verwandten solcher Organismen beobachten kann), so lässt sich durch Abzählen der Ringe zumindest im Prinzip die Anzahl der Tage im Monat beziehungsweise im Jahr ermitteln.